# إيه إم إس إن
أي إم إس إن (بالإنجليزية: aMSN)‏، برنامج محادثة يحاكي إم إس إن ماسنجر ويدعم الكثير من ميزاته ومرخص تحت رخصة جنو العمومية. أنشئ أساسا للمستخدمي لينكس الجدد. ليبقوا على استخدام برامج شبيه ببرامج مايكروسوفت التي تعمل على ويندوز وماكنتوش فقط. أطلق لأول مرة في 21 سبتمبر 2001.